# Авъл Атилий Калатин (баща)
Авъл Атилий Калатин (на латински: Aulus Atilius Calatinus) е римлянин от 4 век пр.н.е. Той произлиза от плебейската фамилия Атилии.
Авъл Атилий Калатин е съден през 306 пр.н.е. Той е набеден, че е предал град Сора през самнитските войни, но е спасен от своя тъст Квинт Фабий Максим Рулиан (пет пъти консул).
Баща е на Авъл Атилий Калатин (консул 258 и 254 пр.н.е.).